# مک‌لارن ۵۷۰اس
مک‌لارن ۵۷۰اس (به انگلیسی: McLaren 570S) یک خودروی اسپورت است که توسط مک‌لارن، شرکت خودروسازی بریتانیایی تولید شده‌است.
این خودرو برای اولین بار در نمایشگاه خودروی نیویورک ۲۰۱۵ معرفی شد. مک‌لارن پیش‌بینی کرده بود که این مدل تا سال ۲۰۲۰ فروش این شرکت را سه برابر می‌کند. این خودرو در انگلستان با قیمت ۱۴۳٬۲۵۰ پوند استرلینگ عرضه می‌شد. (۱۸۰٬۰۰۰ دلار آمریکا در آمریکای شمالی).

## مدل‌ها
- ۵۴۰سی
- ۵۷۰جی‌تی
- ۵۷۰اس مک‌لارن جی‌تی اسپرینت
- ۵۷۰اس اسپایدر
- ام‌اس‌او ایکس
- ۶۰۰ال‌تی
- ۶۰۰ال‌تی اسپایدر
- ۶۲۰آر

## نگارخانه

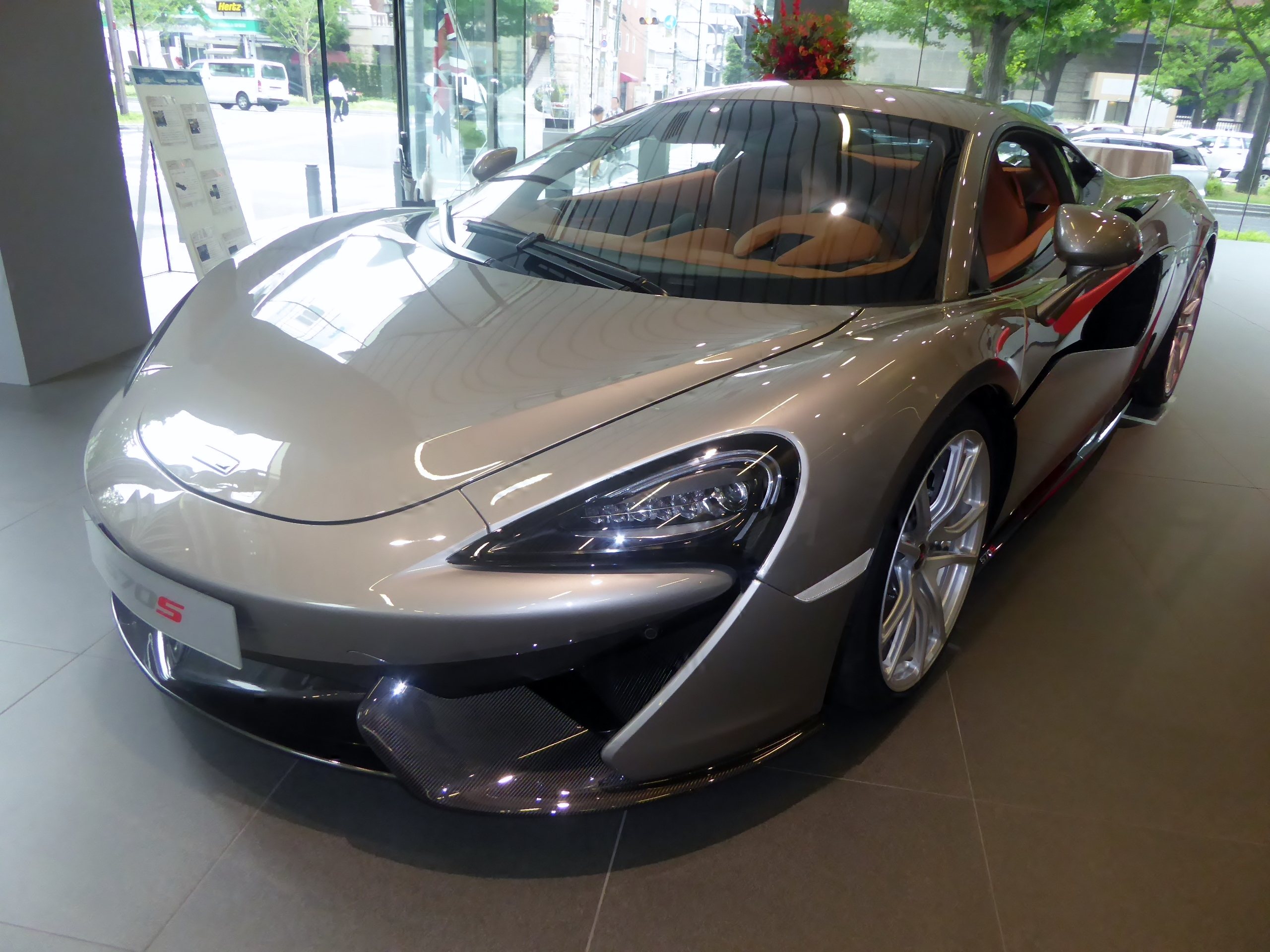
نمای جلوی ۵۷۰اس
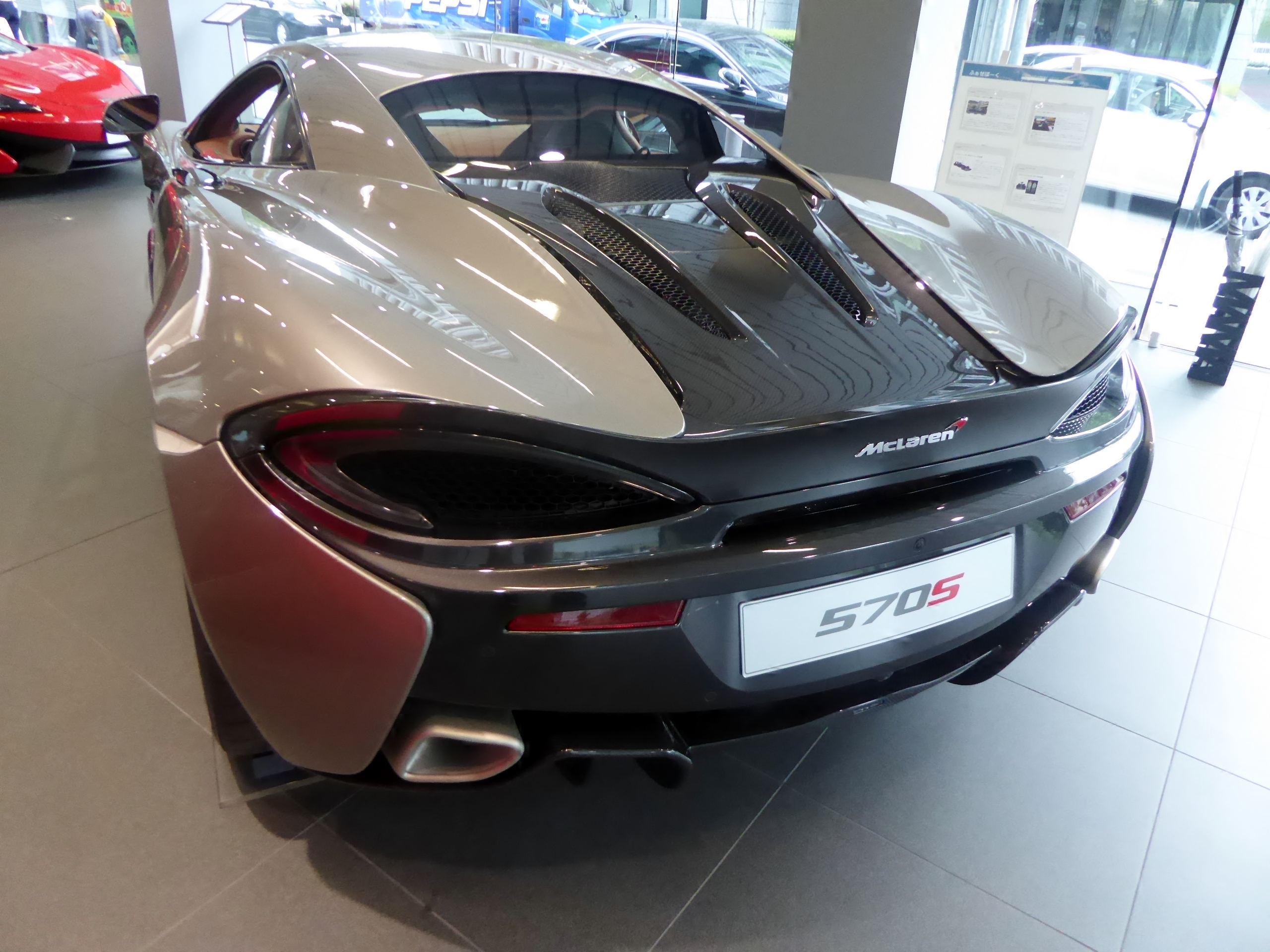
نمای پشت ۵۷۰اس
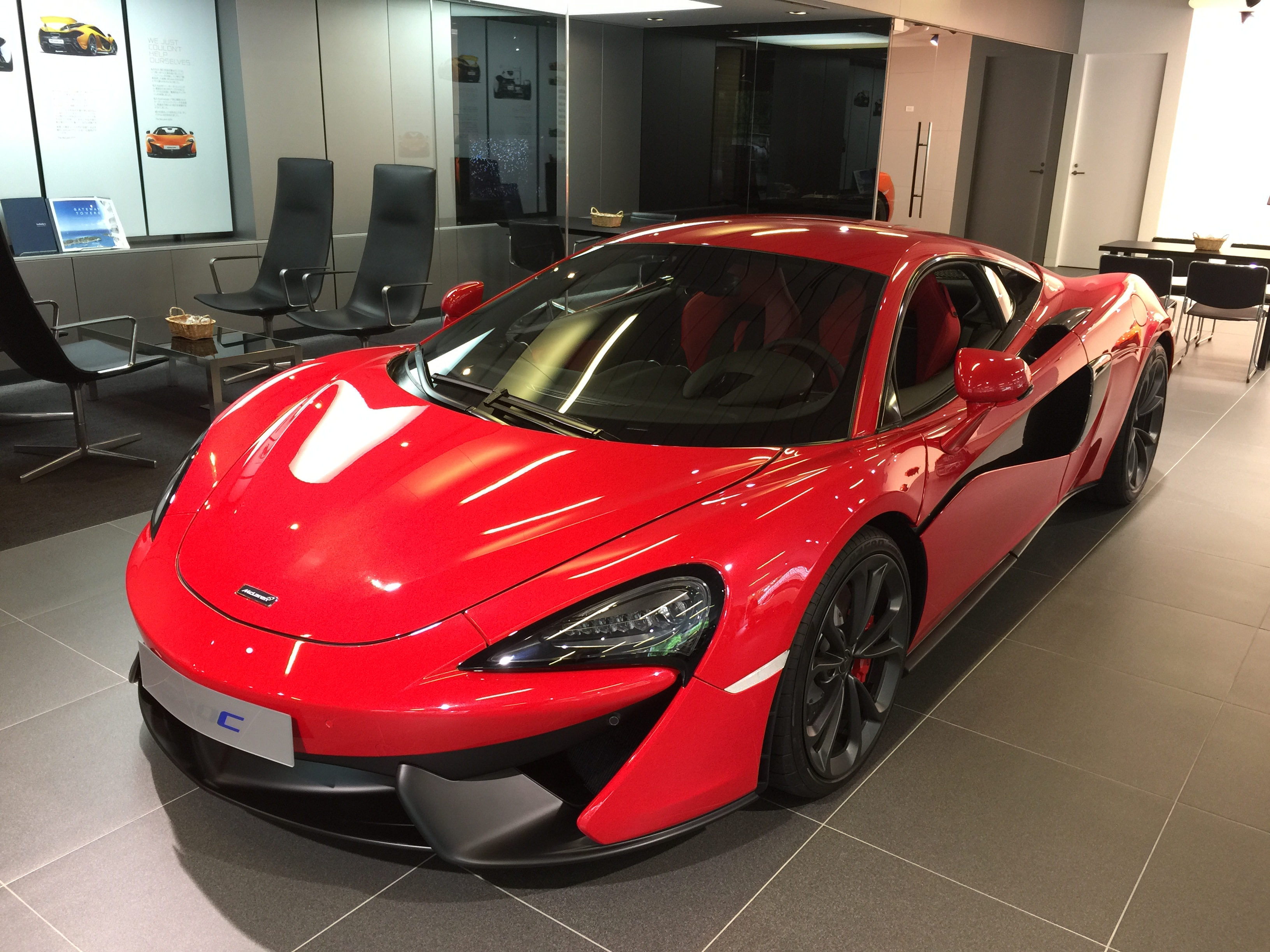
نمای جلوی ۵۴۰سی
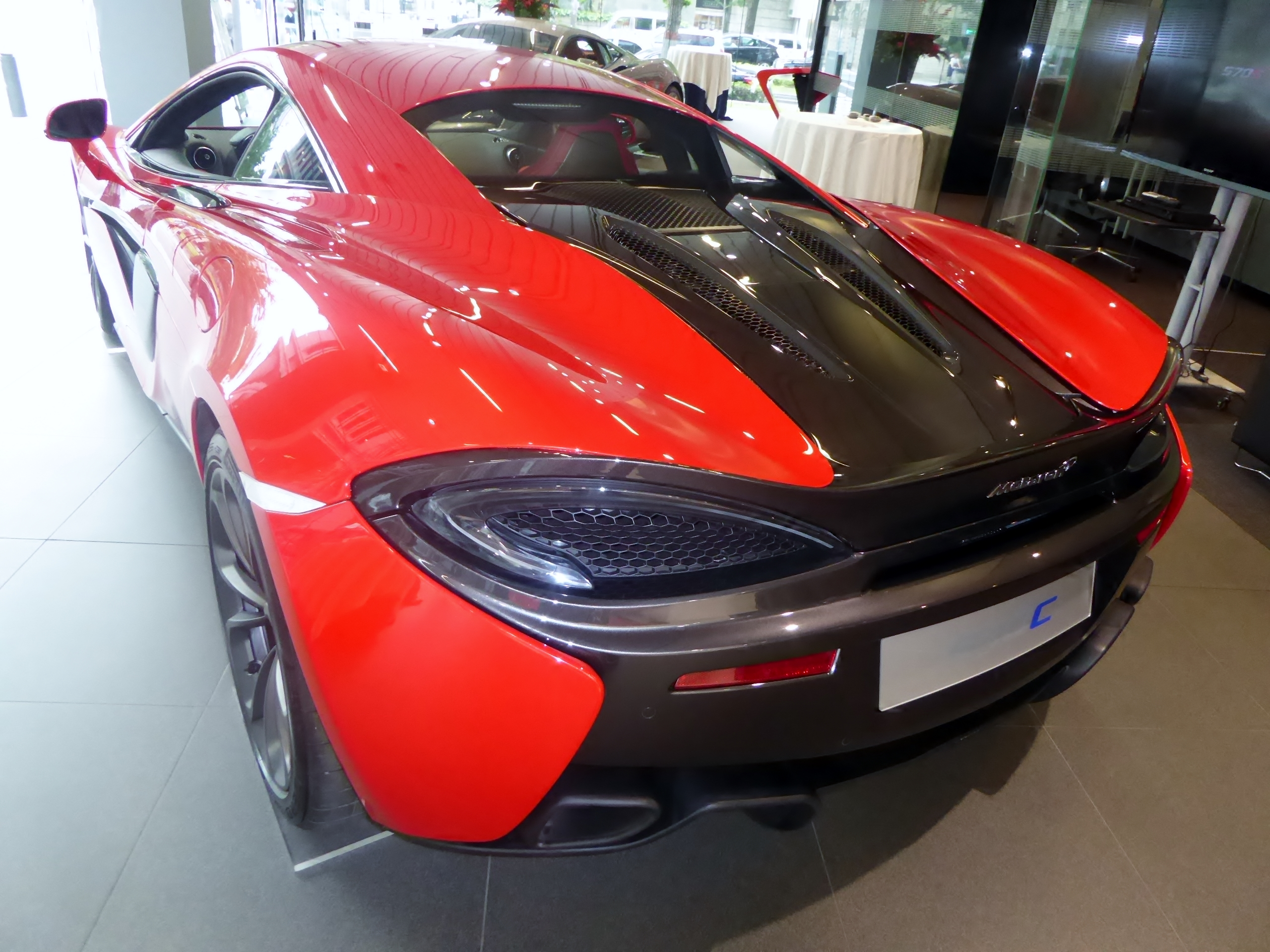
نمای پشت ۵۴۰سی
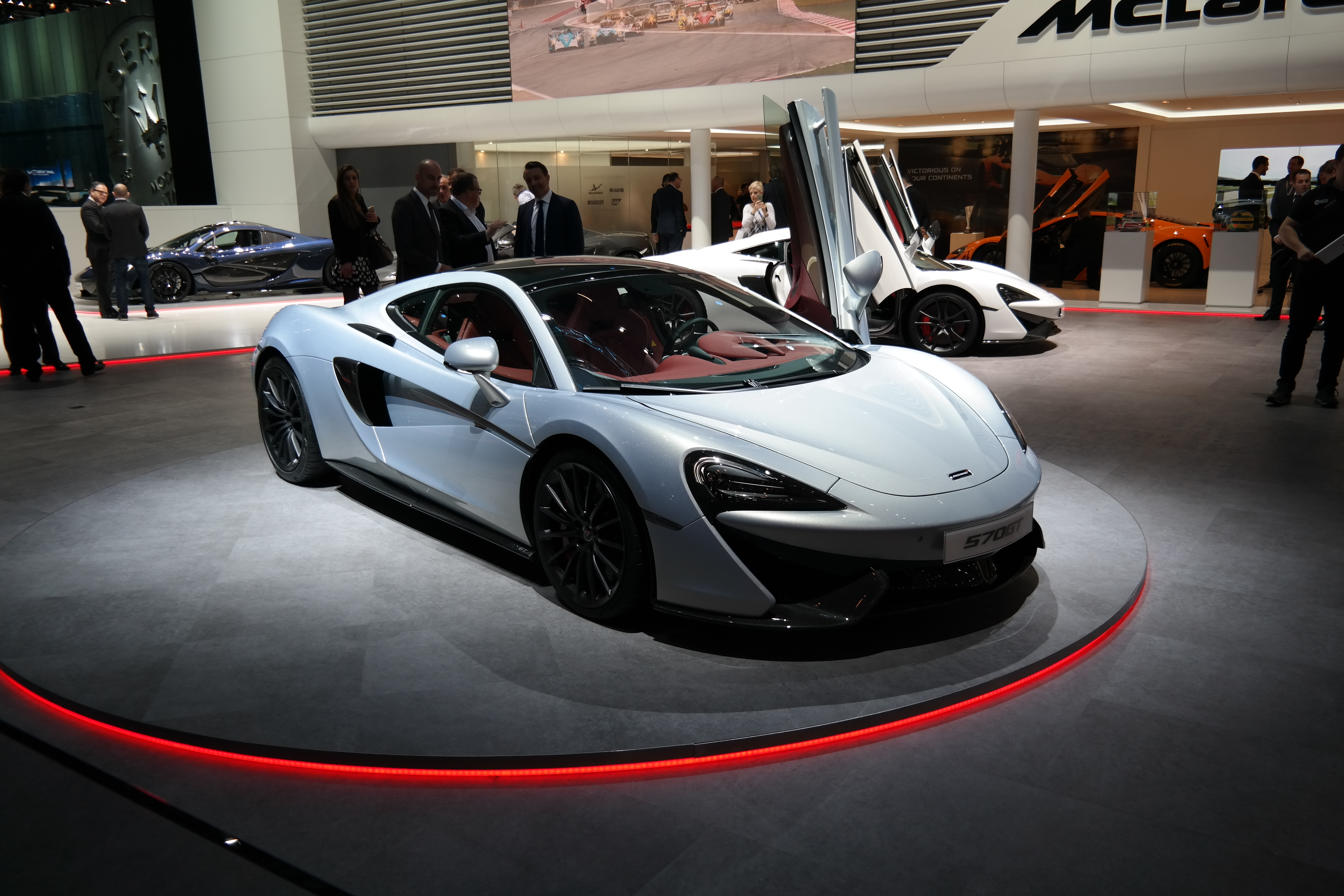
نمای جلوی ۵۷۰جی‌تی
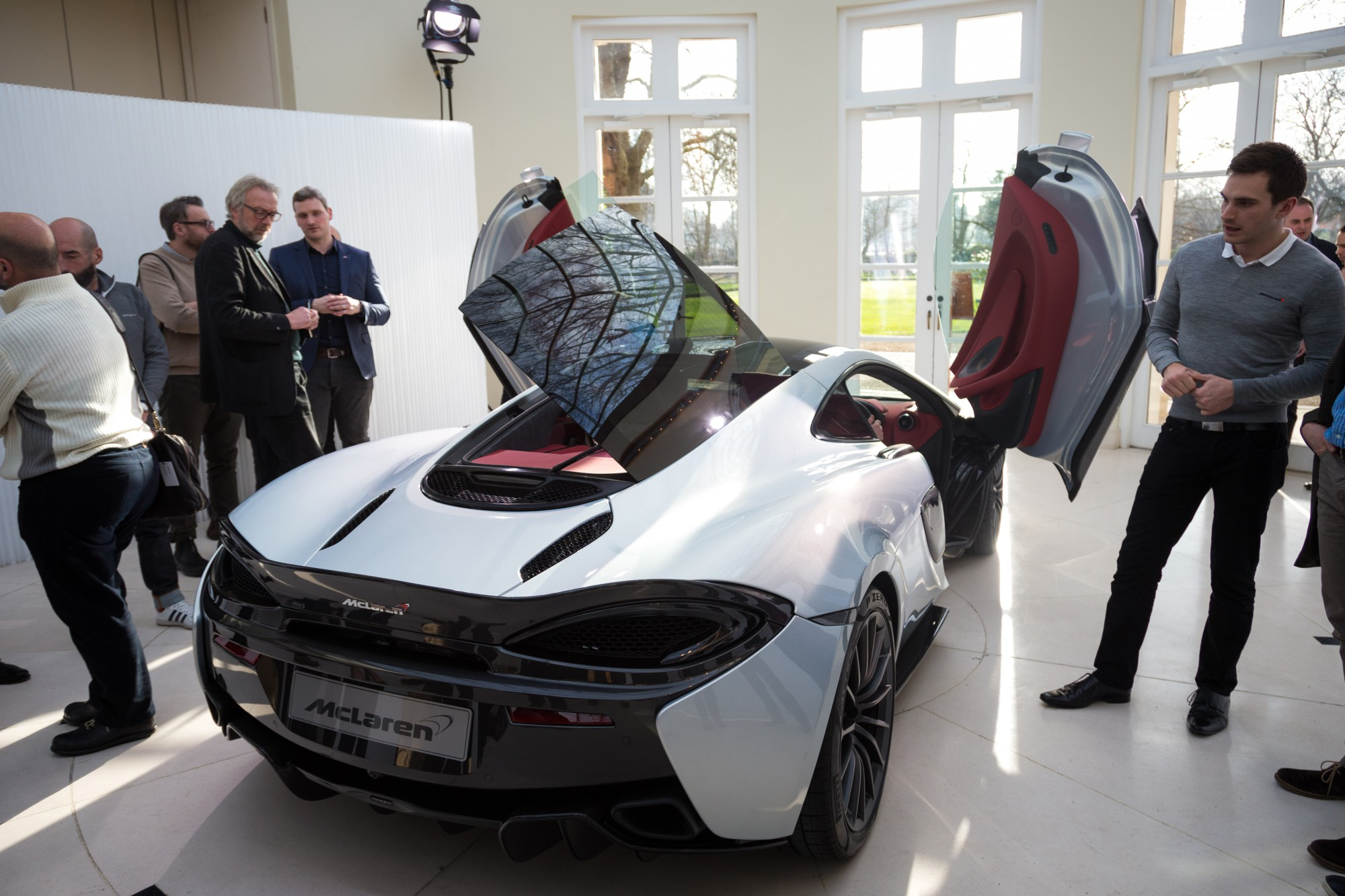
نمای پشت ۵۷۰جی‌تی
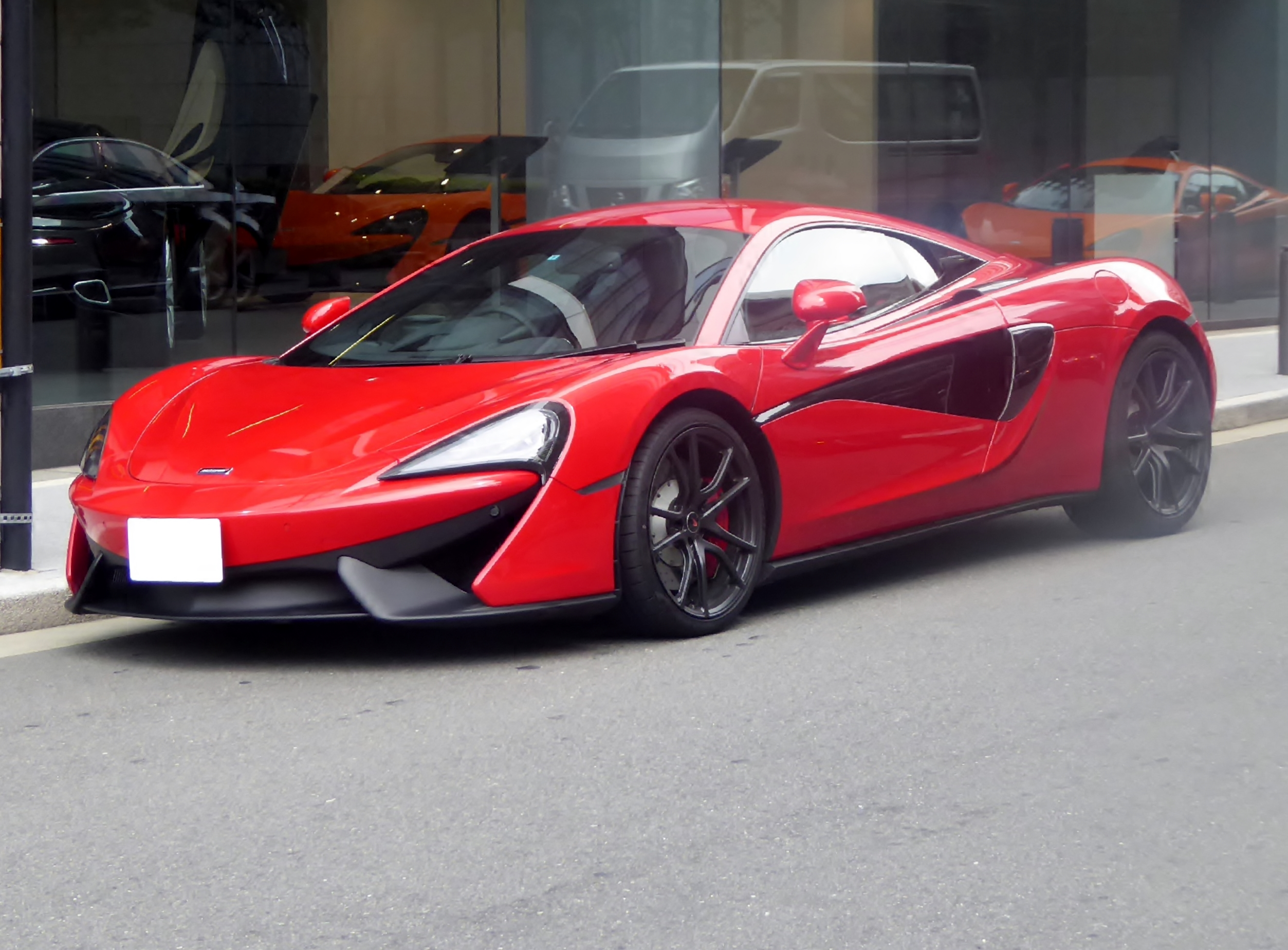
مک‌لارن ۵۴۰سی
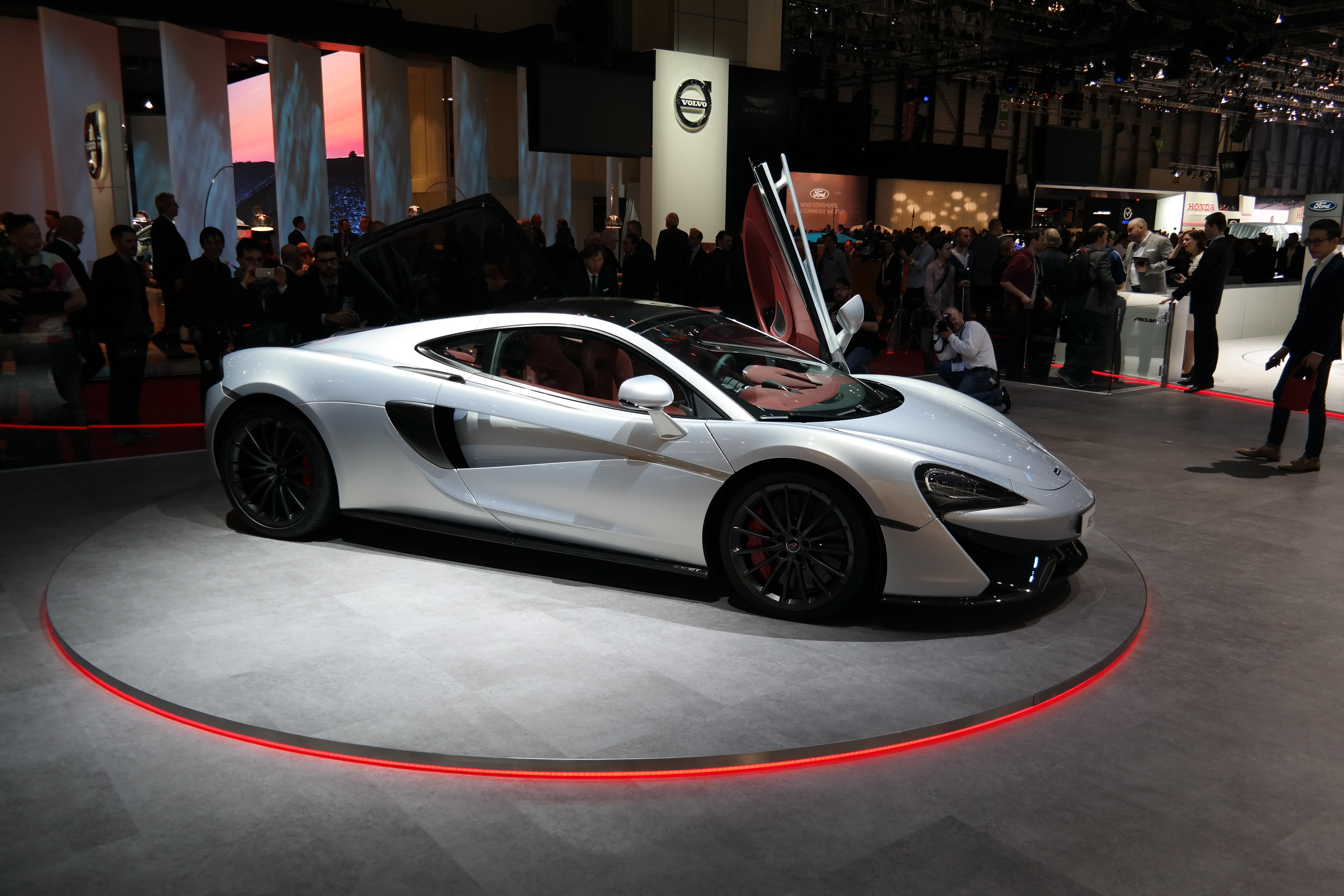
مک‌لارن ۵۷۰جی‌تی
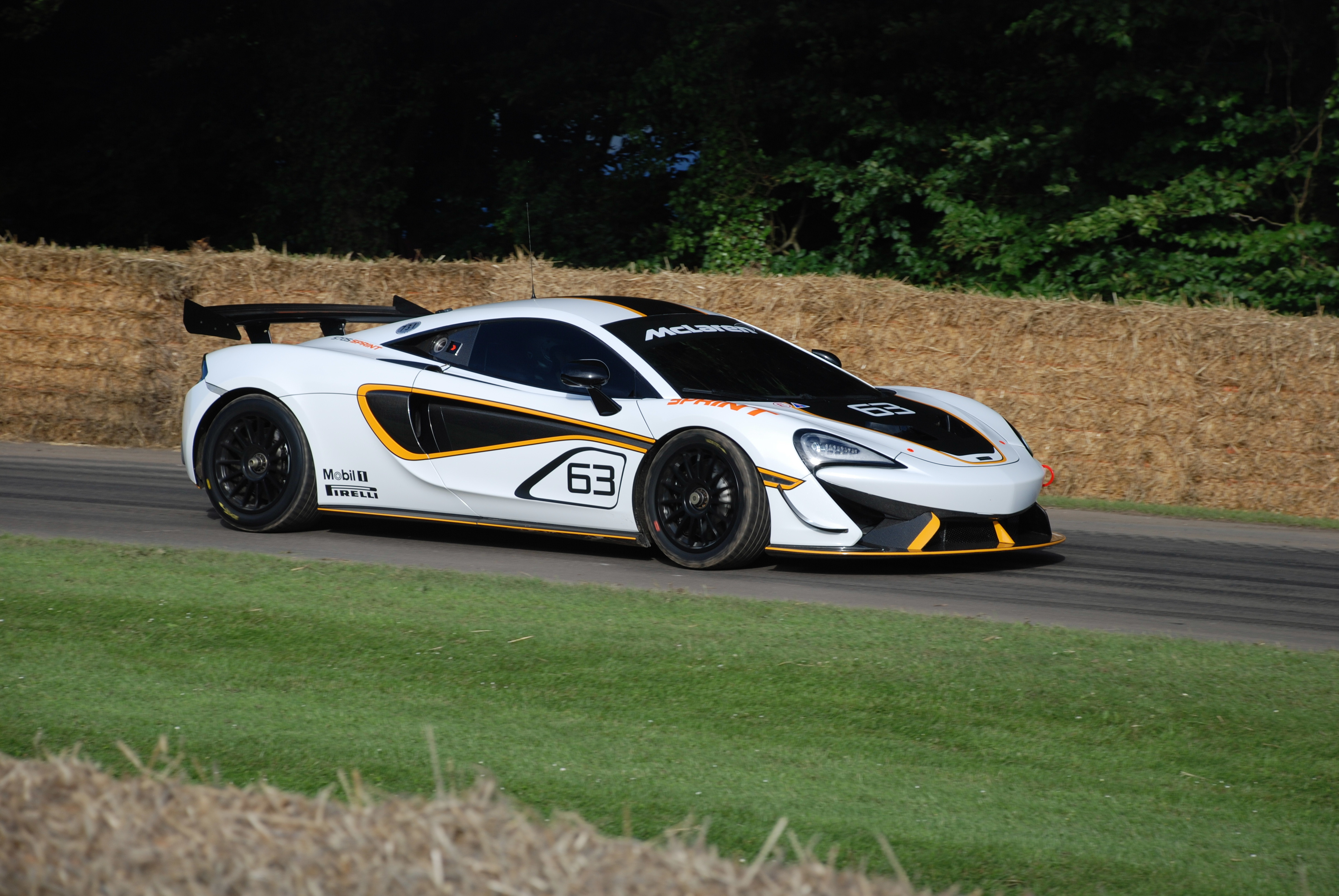
مک‌لارن ۵۷۰اس اسپرینت
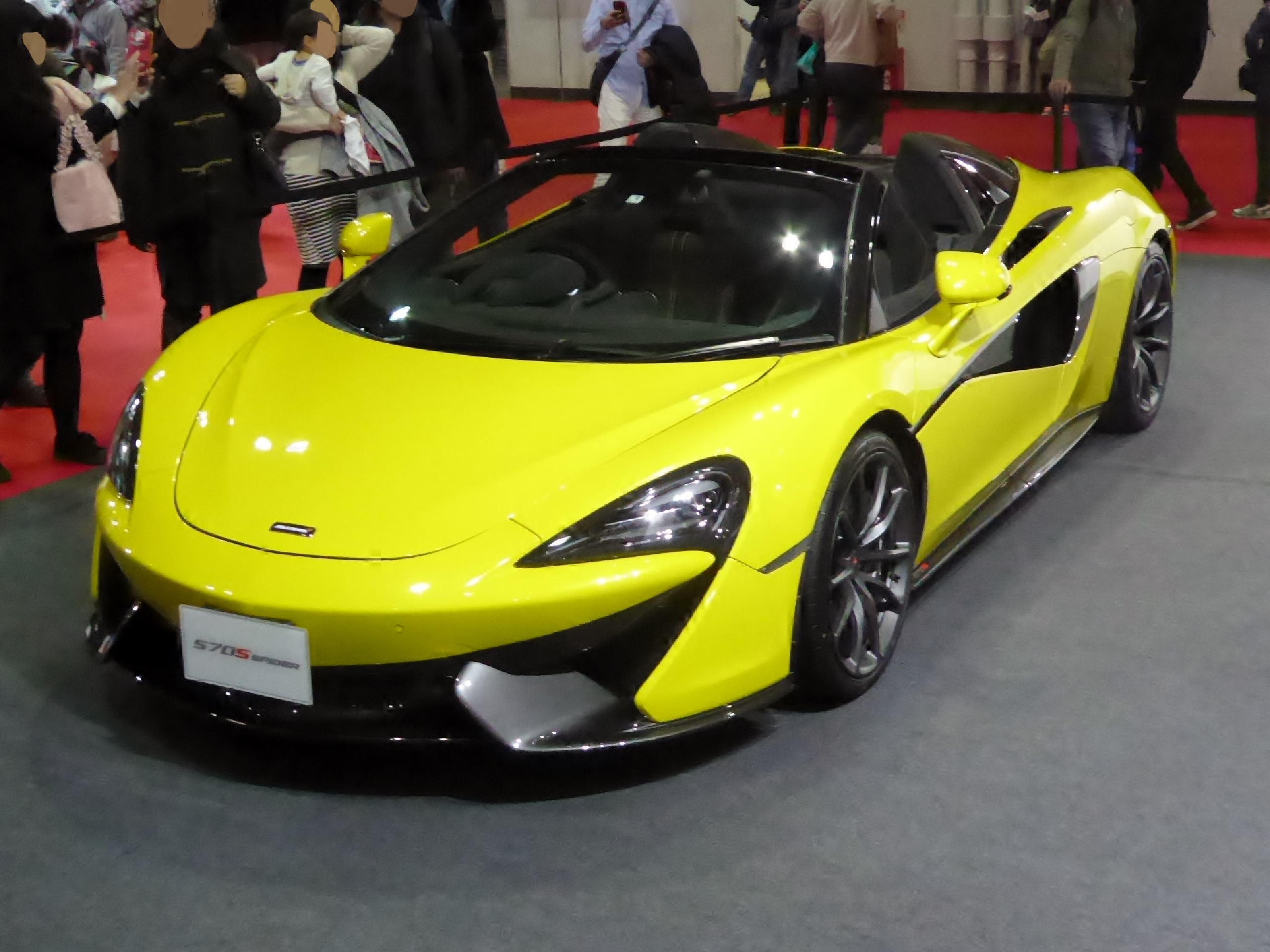
مک‌لارن ۵۷۰اس اسپایدر
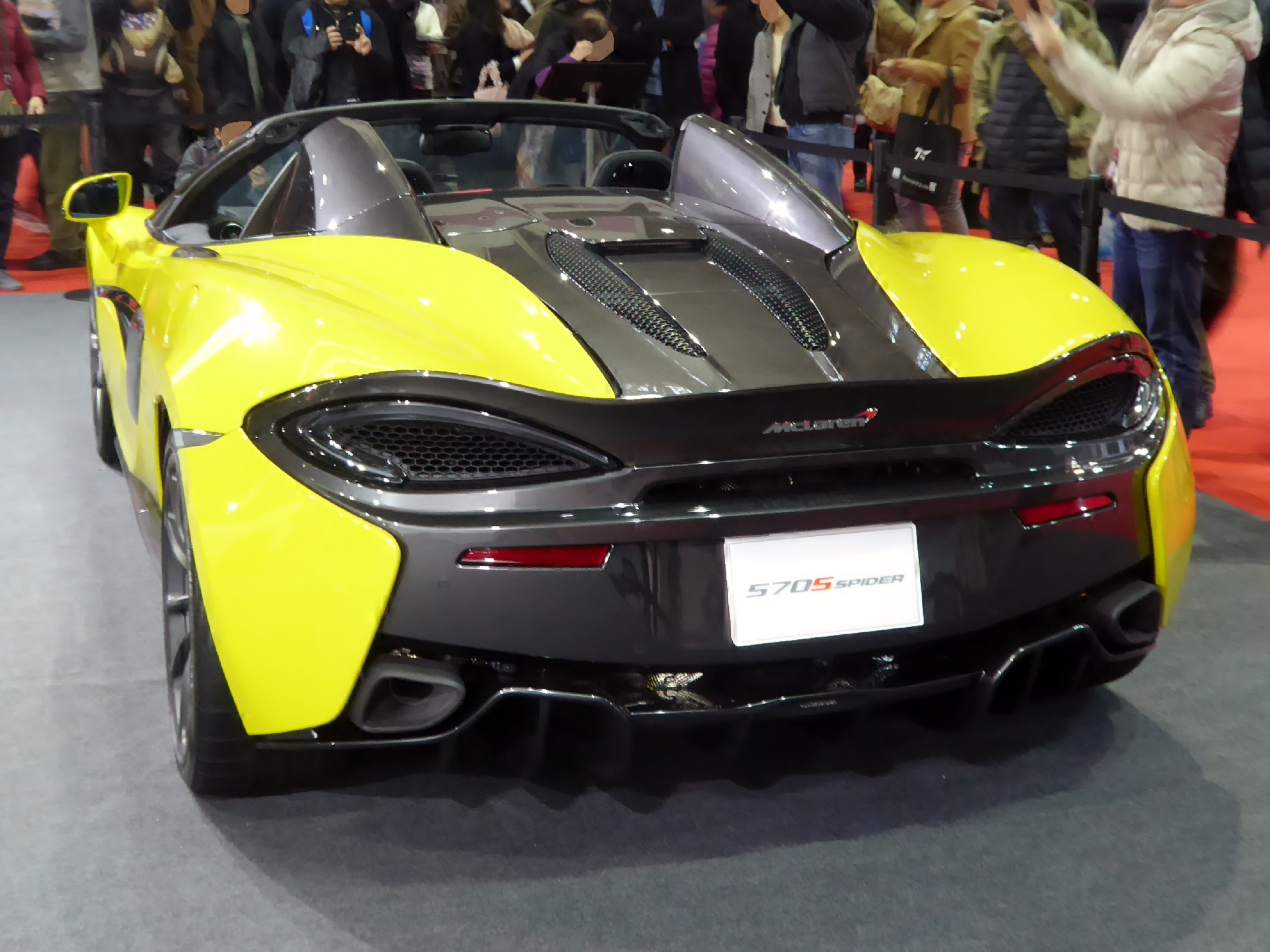
مک‌لارن ۵۷۰اس اسپایدر